# La Disparition des lucioles
Pour plus de détails, voir Fiche technique et Distribution.
La Disparition des lucioles est un film québécois réalisé par Sébastien Pilote et sorti en 2018. Le titre lui est inspiré par L'Article des lucioles de Pasolini paru en février 1975.
Il est récompensé au Festival international du film de Toronto 2018.
Le film suit Léo qui est une jeune femme éprise de liberté, au seuil de l'âge adulte, qui se sent coincée dans une petite ville régionale.

## Synopsis
Léo (Karelle Tremblay) habite La Baie, au Saguenay (Québec, Canada). Elle fait sa dernière année au secondaire et se cherche une occupation pour l'été à venir. Se sentant de moins en moins à sa place chez sa mère (Marie-France Marcotte) et son beau-père (François Papineau), un animateur de radio populiste ayant contribué à la chute de son père (Luc Picard), Léo fait la rencontre de Steve (Pierre-Luc Brillant), un trentenaire qui deviendra son professeur de guitare et nouvel ami.

## Fiche technique
- Titre original : La Disparition des lucioles
- Titre anglais : The Fireflies Are Gone
- Réalisation et scénario : Sébastien Pilote
- Musique : Philippe Brault
- Direction artistique : Éric Barbeau
- Costumes : Sophie Lefebvre
- Maquillage : Kathryn Casault
- Coiffure : Nermin Grbic
- Photographie : Michel La Veaux
- Son : Gilles Corbeil, Olivier Calvert, Stéphane Bergeron
- Montage : Stéphane Lafleur
- Production : Bernadette Payeur et Marc Daigle
- Société de production : Association coopérative de productions audio-visuelles (ACPAV)
- Sociétés de distribution : Les Films Séville
- Budget : 3 millions de dollars[5]
- Pays de production :  Canada
- Langue originale : français
- Format : couleur (Technicolor) — format d'image : 1,85:1
- Genre : comédie dramatique
- Durée : 96 minutes
- Lieu de tournage : Saguenay[3]
- Dates de sortie :
  - Tchéquie : 30 juin 2018 (première mondiale au Festival international du film de Karlovy Vary)[5]
  - Canada : 6 septembre 2018 (première canadienne au Festival international du film de Toronto 2018)
  - Canada : 21 septembre 2018 (sortie en salle au Québec)
  - États-Unis : 20 octobre 2018 (Festival international du film de Chicago (CIFF))
  - Japon : 28 octobre 2018 (Festival international du film de Tokyo)
  - Italie : 29 novembre 2018 (Festival du film de Turin (TFF))
  - Canada : 8 janvier 2019 (DVD et VOD)[6]

## Distribution
- Karelle Tremblay : Léo (Léoni)
- Pierre-Luc Brillant : Steve
- François Papineau : Paul, beau-père de Léo
- Luc Picard : Sylvain, père de Léo
- Marie-France Marcotte : mère de Léo
- Jasmina Parent : Nana, amie de Léo
- Michel Laperrière : parrain de Léo
- Manon Lussier : marraine de Léo
- Stéphane Jacques : Pierre Simard, directeur des loisirs
- Caroline Tremblay : professeure d'éthique
- Guy Vaillancourt : directeur du couvent
- Lucille Perron : mère de Steve
- Alexandre Carrier : membre du groupe WD-40
- Étienne Carrier : membre du groupe WD-40
- Hugo Lachance : membre du groupe WD-40
- Philippe Belley : auditeur Carl

## Distinctions
- Meilleur film canadien au Festival international du film de Toronto 2018[7].
- Prix Tokyo Gemstone pour Karelle Tremblay au Festival international du film de Tokyo 2018[8].

## Critiques
Le film est qualifié de « quête initiatique » conçu « pour sonner comme une chanson populaire ».